# Сабља и Звездани шерифи
Сабља и Звездани шерифи (енгл. Saber Rider and the Star Sheriffs) је анимирани свемирски вестерн из 1980-их.
Серија је снимљена на основу јапанске анимиране серије из 1984. Sei Jūshi Bismarck (Звездани мускетар Бизмарк) продуцентске куће Студио Пјеро. Серија је у Јапану имала осредњи успех па је 1986. права на серију откупила америчка компанија World Events Productions (WEP). Сценаристи у WEP-у знатно су прерадили оригиналну јапанску серију, комбинујући оригиналне епизоде и шест нових пре почетка емитовања серије под садашњим насловом.
У периоду 1987—1988. снимљене су 52 епизоде, а серија је на западном тржишту постигла успех, што је убрзало развој анимеа ван Јапана.

## Прича
У далекој будућности, људи се насељавају изван Земље и насељавају планете широм универзума, стварајући Нову границу.
Да би заштитили ове нове досељенике и сачували закон и ред на Новој граници, створена је Земаљска коњичка команда. Коњичка команда је у суштини војна организација, имајући на располагању војску и флоту бродова да би заштитили Нову границу. У Коњичкој команди постоји јединица специјалних оперативаца познатих као Звездани шерифи који раде као агенти на пољу, истражују злочине и завере против сигурности Нове границе.
Главни противник Коњичке команде и Звезданих шерифа је раса нељудских створења познатих као Одметници који су упали у нашу димензију с намером да је освоје. Они нападају досељенике, уништавају насеља и отимају људе да би вадили метале и разне кристале из земље.
Одметници су напреднији од људи по питању борбене технологије, користећи Десперадосе, легију великих робота са великом ватреном снагом , против којих су свемирске флоте Коњичке команде немоћне. Да би имали шансе против толике снаге, Коњичка команда је развила прототип брода познатог као „Јединица чистач“ (или само Чистач) који може да се промени из свемирског брода у моћног робота који може да се бори против Одметника у истим условима.

## Ликови

### Звездани шерифи

#### Сабља
Лик из наслова америчке верзије серије, Сабља је капетан Чистача. Он је млад човек, али је већ описан као легенда због својих вештина и добрих дела. Сабља потиче из шкотских висоравни и стручњак је у мачевању и као јахач. Генерално је описан као џентлмен хладне главе за тактику и одлуке.
Сабља често јаше механичког коња названог Ат, који има јаке потискиваче и способност летења, трчања и рада у свемиру. Међутим, није пригодан за дуга свемирска путовања, па је зато Ат обично чуван у Чистачевом теретном одељку и коришћен највише за превоз на планету из орбите или на самој планетиној површини. Ат је у неку руку осетљиве природе (Сабља је једном у шали некоме рекао да му да коцку шећера) и способан је да препозна господарев глас и да ради сам када је Сабља у опасности.
У јапанској верзији (Sei Jūshi Bismarck), лик је назван Ричард Ланселот и био је британске националности. То објашњава британску заставу на рамену и шлему његове црне униформе. У Sei Jūshi Bismarck, Ричард Ланселот није капетан Чистача (Бизмарка), него само део мултинационалног тима окупљеног да управља Чистачем у борби против Деткула (Одметника).

#### Ватрени
Ватрени је некада био возач Формуле један и најмлађи шампион свих времена. Ватрени служи као пилот Чистача и такође контролише топове на грудима и тешку артиљерију на Чистачевим грудима. Он вози тркачка кола која зове Црвени бесни тркач, који је наоружан великим арсеналом оружја. Има преку нарав и заљубљен је у свог сарадника из Звезданих шерифа Ејприл Игл.
У оригиналној серији Sei Jūshi Bismarck, Ватрени се зове Шинђи Хикари, јапански вођа екипе. На рукаву и шлему своје црвене униформе носи јапанску заставу.

#### Колт
Колт је представљен у серији као ловац на уцењене главе чија је мета Ванкво, шпијун Одметника. Поседује непогрешиву прецизност са ватреним оружјем и служи као стрелац у екипи. Његов лик је описан као усамљеник, али такође и као заводник, удварајући се (углавном неуспешно) готово свакој девојци коју сретне.
За лични превоз и самосталне битке, он користи плаво бели брод за једну особу назван Бронко Бастер. У јапанској верзији, лик се зове Бил Вилкокс и долази из Сједињених Држава, и отуда је застава САД на његовој плавој униформи.

#### Ејприл Игл
Ејприл Игл је ћерка Команданта Игла и инжењер који је дизајнирао и био на челу Пројекта Чистач. Пре него што се прикључила Звезданим шерифима била је професионална тенисерка. У раним епизодама серије, Ејприл је била заљубљена у Сабљу, што можда објашњава зашто у епизодама које је снимио WEP, Ејприл има механичког коња званог Нова са способностима Сабљиног Ата.
У јапанској верзији, Ејприл се зове Маријана Лувр и француске је националности, због чега на својој розе униформи носи француску тробојку.

#### Командант Игл
Ејприлин отац, Командант Игл, је вођа Коњичке команде што укључује све флоте и војске које штите Систем Уједињених Звезда - укључујући и специјални одред - Звездане шерифе.
Игл схвата своје одговорности озбиљно, али у себи носи добро срце и благу природу. Командант Игл воли своју ћерку и страствено подржава Пројекат Чистач.
У јапанској верзији, његово име је Шарл Лувр.

### Одметници (Деткуле)
Одметници су хуманоиди који долазе из друге димензије зване Магловита зона. Немају потребу за кисеоником, али су им потребне велике количине воде. Такође су овладали вештином прерушавања у људска бића, до ступња у ком ни медицинска истраживања не би могла да открију њихове идентитете.
Они су мрачна створења, као и њихова матична димензија; исцрпели су све изворе на њиховој родној планети и приморани су да се преселе на вештачку планету. Често се каже да Одметници не знају да се забављају, али у ствари, они су исти као људска бића. Разлог је тај што њихов вођа Немезис није способан да ужива, па је и самим тим и осталима забрањено уживање. Они желе да покоре човечанство и да несметано контролишу универзум, мислећи да људска димензија има много више тога да понуди него њихова. Када је Одметник устрељен или рањен, он не умире, него се димензионалним скоком врати у своју димензију да би се опоравио, не остављајући за собом никакав траг осим отровног зеленог гаса и тамне мрље на месту где су стајали. Међутим самоиницијативни димензионални скок не оставља никакве трагове.
У јапанској верзији, зелени гас не значи да се Одметник телепортовао него да је заиста умро.

#### Немезис (Хајуза)
Огромно, мрачно, маскирано биће, Немезис је зли геније и вођа Одметника. Он је створио Магловити пролаз који омогућава Одметницима да пређу из њихове димензије у људску и он је њихов главни стратег. У последњим епизодама серије је откривено да је Немезис киборг и да његова свест такође постоји у Н-том стеоену, моћном компјутеру у вештачкој домовини Дошљака.
Сабља је једини члан Звезданих шерифа који је из прве руке упознао Немезиса. У епизоди Stampede, ова двојица су се сукобила у дуелима ласерским сабљама након што је Сабља прошао кроз Магловити пролаз да би покренуо брод Дошљака. Када је Сабља био на ивици победе у дуелу, Немезис се спасао тако што је испустио кисеоник ис просторије у којој су се борили (Дошљацима није потребан кисеоник), оставивиши Сабљу без свести.

#### Џеси Блу (Периос)
Необичног изгледа, плаво-зелене косе и саркастичног карактера, Џеси Блу је био кадет који је обећавао у Коњичкој команди док се није заљубио у Ејприл Игл током једног од тренинга. Када је Ејприл одбила његово удварање и осрамотила га пред другим кадетима, окренуо се против Звезданих шерифа и гајио мржњу према Сабљи, мислећи да га је због њене љубави према Сабљи Ејприл одбила.
Након покушаја саботаже и атентата на Сабљу, Џеси је побегао и постао бегунац, окрећући леђа Коњичкој команди и придружује се Одметницима. Пораз Звезданих шерифа и освајање Нове Границе постаје његова опсесија.
У јапанској верзији, Периос није човек него Деткула и није постојала никаква љубавна веза између њега и Маријане.

#### Гатлер
Гатлер носи суморну маску са очњацима, која када је уклони открива његов изглед намргођеног мрачног зликовца. Наоружан и са срцем од камена, Гатлер одговара само Немезису.

#### Ванкво
Ванкво је демонски Одметник празних очију и бледог лица - он је злокобан лик језивог смеха. Обучен у серапе и сомбреро и невероватан је стрелац.

## Возила

### Чистач
Чистач је развијен од стране Ејприл Игл (у америчкој верзији) као технолошко „чудо од оружја“, с којим човечанство може да се супротстави Одметницима. Иако је довољна само једна особа да би се њиме управљало, брод је дизајниран да би њиме управљало четворо људи, од којих би сваки седео за одређеним командама котролишући одређену функцију: навигацију (Ејприл), јединицу оружја (Колт), пилотирање (Ватрени) и главне тактике (Сабља). Када процес трансформације почне, брод почиње да се трансформише у огромног борбеног робота кога Звездани шерифи понекад називају Велики шериф.
Борбени облик робота је коришћен углавном када се Шерифи боре против Одметничких џиновских робота, познатих као Десперадоси.
Чистач се у јапанској верзији зове Бизмарк.
Права на серију на западном тржишту тренутно поседује World Events Productions, који такође поседује права на серије Волтрон и Денвер, последњи диносаурус.